# Albino Zertuche Garza
Albino Zertuche Garza (García, Nuevo León, México, 1 de marzo de 1837 - Tehuantepec, Oaxaca, México, 4 de mayo de 1890) fue un militar y político mexicano. Combatió en la guerra de Reforma y en la Segunda intervención francesa en México en el bando liberal. Fue gobernador del estado de Oaxaca de 1888 hasta su muerte en 1890.

## Primeros años
Albino Zertuche Garza nació el 1 de marzo de 1837 en la población de García, en el estado de Nuevo León, México. Fue hijo de Manuel Zertuche y Juana María Garza.

## Trayectoria militar
En 1855 se incorporó a la Guardia Nacional. Combatió en la guerra de Reforma en favor del bando liberal. Participó en las batallas de Puerto de Carretas, Zacatecas, San Luis Potosí, Ahualulco, Silao y Estancia de las Vacas. Combatió en la Segunda intervención francesa en México en favor del bando republicano. Participó en las batallas de Chalchicomula, San Pablo del Monte, San Lorenzo, Río Verde, Taxco, San Pedro Quiltongo, Hacienda de Trapaga y el Sitio de Puebla. Fue hecho prisionero por el ejército francés en la batalla de Oaxaca el 9 de febrero de 1865. Tras ser liberado se reincorporó a las filas republicanas y participó de la liberación de la ciudad de Puebla y la liberación de la Ciudad de México.
Tras la guerra fue partidario de Porfirio Díaz y lo secundó en su alzamiento contra Benito Juárez en la Revolución de La Noria de 1871 y contra Sebastián Lerdo de Tejada en la Revolución de Tuxtepec de 1876. Tras el triunfo de Díaz, Albino Zertuche fue ascendido a general de brigada en 1877.

## Trayectoria política
Fue diputado del Congreso del Estado de Oaxaca en representación del distrito 9, con cabecera en Santiago Juxtlahuaca. En 1888 fue electo como gobernador del estado de Oaxaca. Durante su mandato promovió la instalación de un colegio para ingeniería, topografía, hidráulica y ensayo de metales en el estado. También fundó la Escuela Normal de Profesores y la Gaceta de Oaxaca. Albino Zertuche falleció en el cargo de gobernador, el 4 de mayo de 1890 en la ciudad de Tehuantepec. Fue enterrado en el Panteón San Miguel de la ciudad de Oaxaca.